# 구조 미치이에
구조 미치이에(九条道家)는 가마쿠라 시대 전기의 공경이다. 관위는 종1위. 섭정, 관백, 좌대신을 역임하였으며 구조가 제3대 당주이다. 통칭은 고묘부지 관백(光明峯寺関白). 도후쿠지(東福寺)를 건립한 사람으로 유명하다.
태정대신 구조 요시쓰네의 차남으로 태어났다. 가마쿠라 막부 제4대 쇼군 후지와라노 요리쓰네의 부친이다.
| 전임 구조 요시쓰네 | 제3대 구조가 당주 | 후임 구조 노리자네 |